# Мироновский сельский округ
Мироновский сельский округ (каз. Миронов ауылдық округі) — административная единица в составе Тайыншинского района Северо-Казахстанской области Казахстана. Административный центр — село Мироновка.
Население — 1310 человек (2009, 1897 в 1999, 2439 в 1989).
Динамика численности
| Численность населения | Численность населения | Численность населения |
| 1989                  | 1999                  | 2009                  |
| --------------------- | --------------------- | --------------------- |
| 2439                  | ↘1897                 | ↘1310                 |

## История
Мироновский сельский округ образован совместным решением 9 сессии областного маслихата и акима области от 28 апреля 2001 года.
В советское время сельский округ назывался Виноградовским сельским советом и его центром было село Виноградовка. Сёла Берлиновка и Старо-Сухотино были ликвидированы 27 мая 2005 года.

## Состав
В состав округа входят такие населенные пункты:
| Населенный пункт     | Население, человек (1989) | Население, человек (1999) | Население, человек (2009) |
| -------------------- | ------------------------- | ------------------------- | ------------------------- |
| Берлиновка, село     | 148                       | 34                        | -                         |
| Виноградовка, село   | 760                       | 328                       | 235                       |
| Заречное, село       | 813                       | 677                       | 352                       |
| Мироновка, село      | 407                       | 705                       | 573                       |
| Надеждинка, село     | 222                       | 187                       | 150                       |
| Старо-Сухотино, село | 60                        | 29                        | -                         |